# Craspedosis truncifascia
Craspedosis truncifascia là một loài bướm đêm trong họ Geometridae.